# Metal Township
Metal Township est un township situé à l'ouest du comté de Franklin, en Pennsylvanie, aux États-Unis,. En 2010, il comptait une population de 1 866 habitants.

## Démographie
Lors du recensement de 2010, le township comptait une population de 1 866 habitants. Elle est estimée, en 2018, à 1 691 habitants.